# بخش دیژون
بخش دیژون (به فرانسوی: Arrondissement de Dijon) یک بخش در فرانسه است که در کوت دور واقع شده‌است.